# Robert Mills Gagné
Pour les articles homonymes, voir Gagné.
Robert Mills Gagné (21 août 1916 - 28 avril 2002) est un psychologue américain. Il a énormément apporté au processus d’apprentissage. Surtout connu pour son livre Conditions of Learning, Gagné est un pionnier des sciences de l'éducation durant la Seconde Guerre mondiale avec la formation des pilotes. Il a contribué entre autres aux théories de l'ingénierie pédagogique 
pour la formation sur ordinateur et l'apprentissage multimédia.

## Types d'apprentissage
Dans son livre Conditions of Learning, Robert M. Gagné distingue 8 type d'apprentissages : 
1. Le conditionnement classique (stimulus response) décrit par Pavlov.
2. Le conditionnement opérant (stimulus-response) qui recourt en général à de l'essai-erreur, décrit par Thorndike et Skinner.
3. Les chaines moteur (motor chain) décrites par Skinner et Richard Gilbert.
4. Les associations verbales (verbal chaining) décrites entre autres par Underwood.
5. La discrimination décrite entre autres par Postman.
6. L'apprentissage de concepts   Gagné distingue les concepts concrets (concrete concepts) dont il existe des représentants prototypiques - par exemple le concept de chat - des concepts par définition (defined concepts) qui sont définis verbalement - par exemple le concept d'oncle.
7. L'apprentissage de règles (rules)
8. La résolution de problèmes

Ces 8 types d'apprentissage sont différents pour Gagné en ce qu'ils ont des propriétés différentes (par exemple en termes de courbe de l'oubli), mais aussi en ce qu'ils sont définis par des états initiaux et finaux différents.
Il y a pour Gagné une relation hiérarchique entre ces 8 types d'apprentissages. Il est par exemple nécessaire d'avoir appris les concepts mobilisés dans une règle pour pouvoir ensuite apprendre cette règle.